# ماتياس بيرسون
ماتياس بيرسون (بالسويدية: Mattias Persson)‏ هو لاعب هوكي الجليد سويدي، ولد في 9 أبريل 1985 في Bohus-Malmön ‏ في السويد.

## وصلات خارجية
- ماتياس بيرسون على موقع EliteProspects.com (الإنجليزية)
- ماتياس بيرسون على موقع HockeyDB.com (الإنجليزية)